# Francisco Pierrá
Francisco Pierrá Gómez (Cadis, 22 de desembre de 1895-Madrid, 6 de febrer de 1975) va ser un actor teatral i cinematogràfic espanyol 

## Biografia

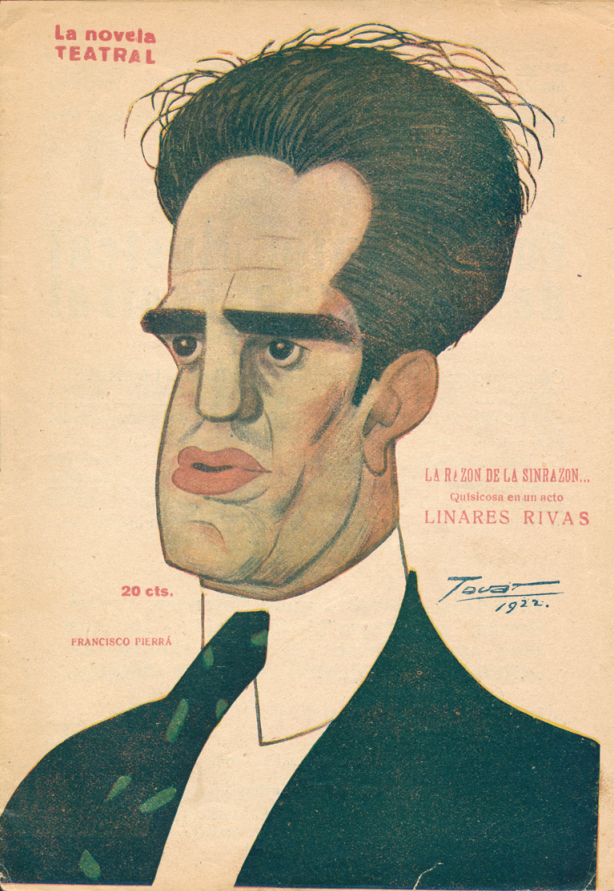
Caricaturitzat per Tovar en un número de La Novela Teatral (1922)

S'inicia sobre les taules en el gènere líric, per a passar més endavant a la comèdia. En aquesta època va poder treballar en les companyies d'algunes de les més grans figures del teatre espanyol del moment, com Rosario Pino, Enric Borràs, Margarita Xirgu i Ricardo Puga. En incorporar-se a la companyia de Carmen Cobeña, va realitzar una àmplia gira per Amèrica Llatina.
Entre els seus majors triomfs sobre les taules poden esmentar-se La niña de Gómez Arias, d'Eduardo Marquina, La noche del sábado, de Jacinto Benavente, Flores y Blancaflor de César Fernández Ardavín o Nidos sin pájaro dels germans Álvarez Quintero, junt amb la seva esposa Amparo Martí, amb la qual havia contret matrimoni en 1928 i amb la qual va formar companyia pròpia.
Altres estrenes destacades van ser Atrévete, Susana (1941), de Ladislas Fodor; Al amor hay que mandarlo al colegio (1949), de Benavente; Criminal de guerra (1951), de Joaquín Calvo Sotelo; Callados como muertos (1952), de José María Pemán; La mariposa y el ingeniero (1953) i La muralla (1954), ambdues de Joaquín Calvo Sotelo; La herida luminosa (1955), de Josep Maria de Sagarra; ¿Dónde vas, Alfonso XII? (1957), de Juan Ignacio Luca de Tena, Papá se enfada por todo (1959), d'Alfonso Paso, El glorioso soltero (1960), de Joaquín Calvo Sotelo, Sentencia de muerte (1960) i Aurelia y sus hombres (1961), ambdues d'Alfonso Paso, Los árboles mueren de pie (1963), d'Alejandro Casona, Cita en Senlis (1963), de Jean Anouilh, Su amante esposa (1966), de Jacinto Benavente, El tragaluz (1967) de Buero Vallejo o Tango (1970), de Sławomir Mrożek.
El seu pas pel cinema inclou cintes com La linda Beatriz (1939), Morena Clara (1954), Pescando millones (1959) o El mundo sigue (1964). El jardín de las delicias 1970, de Carlos Saura i Jenaro el de los 14 (1974).

## Premis
Medalles del Cercle d'Escriptors Cinematogràfics
| Any  | Categoria                   | Pel·lícula                | Resultat  |
| ---- | --------------------------- | ------------------------- | --------- |
| 1970 | Millor actor de repartiment | El jardín de las delicias | Guanyador |

- Medalla d'or al Mèrit en el treball en 1971.